# Neomochtherus sanguensis
Neomochtherus sanguensis är en tvåvingeart som beskrevs av H. Oldroyd 1964. Neomochtherus sanguensis ingår i släktet Neomochtherus och familjen rovflugor.
Artens utbredningsområde är Nepal. Inga underarter finns listade i Catalogue of Life.